# IC 2683
IC 2683 ist eine Galaxie vom Hubble-Typ S? im Sternbild Löwe auf der Ekliptik. Sie ist rund 510 Millionen Lichtjahre von der Milchstraße entfernt.
Entdeckt wurde das Objekt am 27. März 1906 vom deutschen Astronomen Max Wolf.